# 洪拳與詠春
《洪拳与咏春》（英語：Shaolin Martial Arts）是1974年张彻指导，倪匡编剧，由傅声、王龙威、刘家辉主演的一部香港電影，影片主要讲述的是一群少林子弟为了向将少林门派灭门的人报仇，从而苦练功夫的故事。

## 劇情簡介
清朝因为认为少林寺会对他们的统治产生威胁，于是便派八旗武馆去对付少林子弟。
而后，少林寺的一个武馆就被八旗武馆毁灭，而少林武馆中幸存下来的少林子弟决定苦练功夫然后报仇。
虽说在这些幸存的少林弟子的努力下，他们终于报了仇，但是却还是有一些少林弟子因此牺牲。

## 演员表
- 傅声
- 刘家辉
- 陈依龄
- 袁曼姿
- 陈绍佳
- 伍元勳
- 徐发
- 罗强
- 江全
- 何其昌
- 卢慧
- 黄梅
- 杨柏尘
- 戚毅雄
- 梁家仁
- 江岛
- 刘家荣
- 陆剑明
- 王将
- 姜南
- 邓衍成
- 王龙威
- 叶天行
- 冯克安
- 戚冠军

## 职员表
- 动作特技:刘家良[5]

## 相關連結
- 豆瓣电影上《洪拳與詠春》的資料 （简体中文）
- 互联网电影数据库（IMDb）上《洪拳与咏春》的资料（英文）

'